# Pfarrhaus Schevenhütte

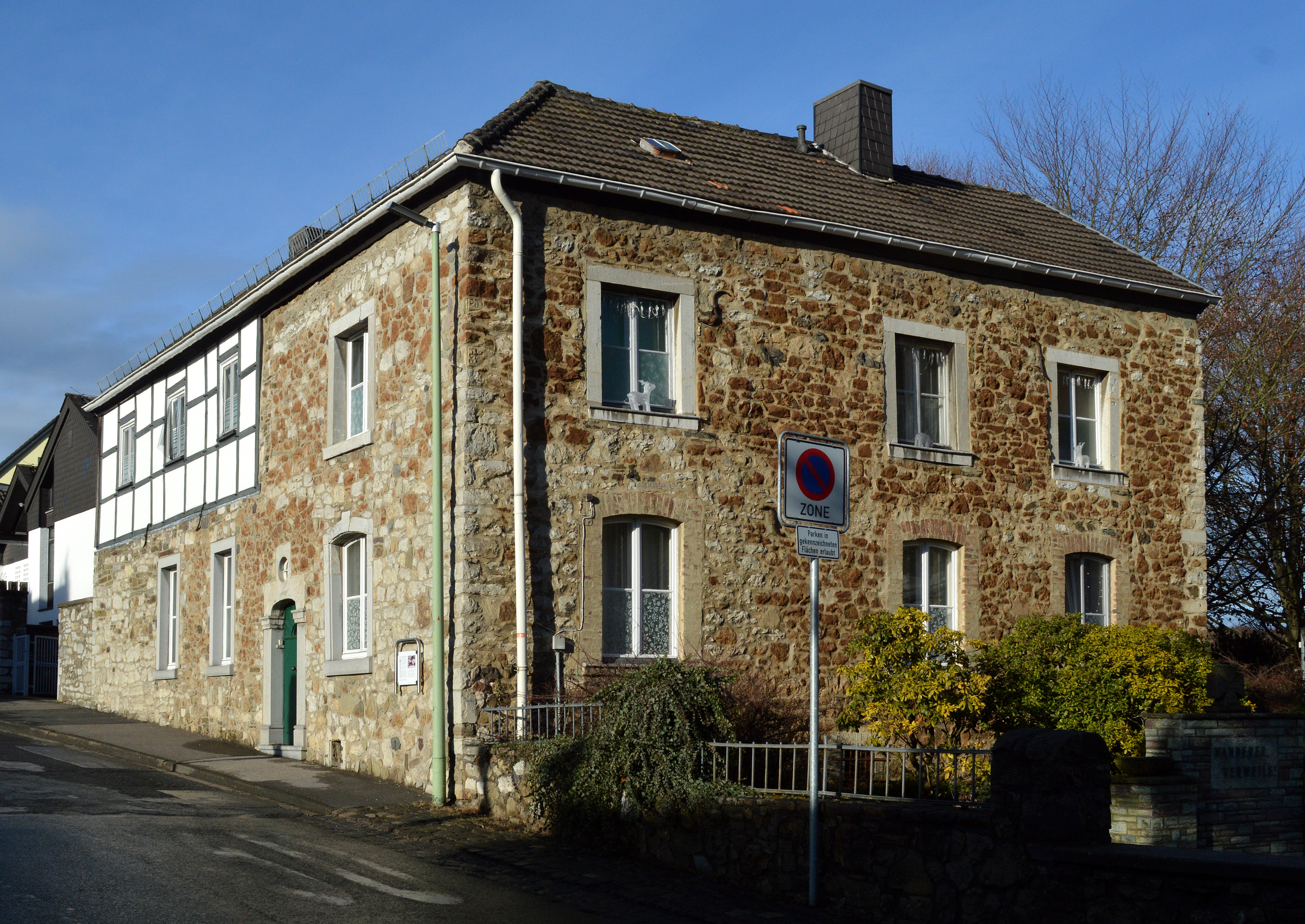
Pfarrhaus Schevenhütte, von der Nideggenerstraße aus gesehen

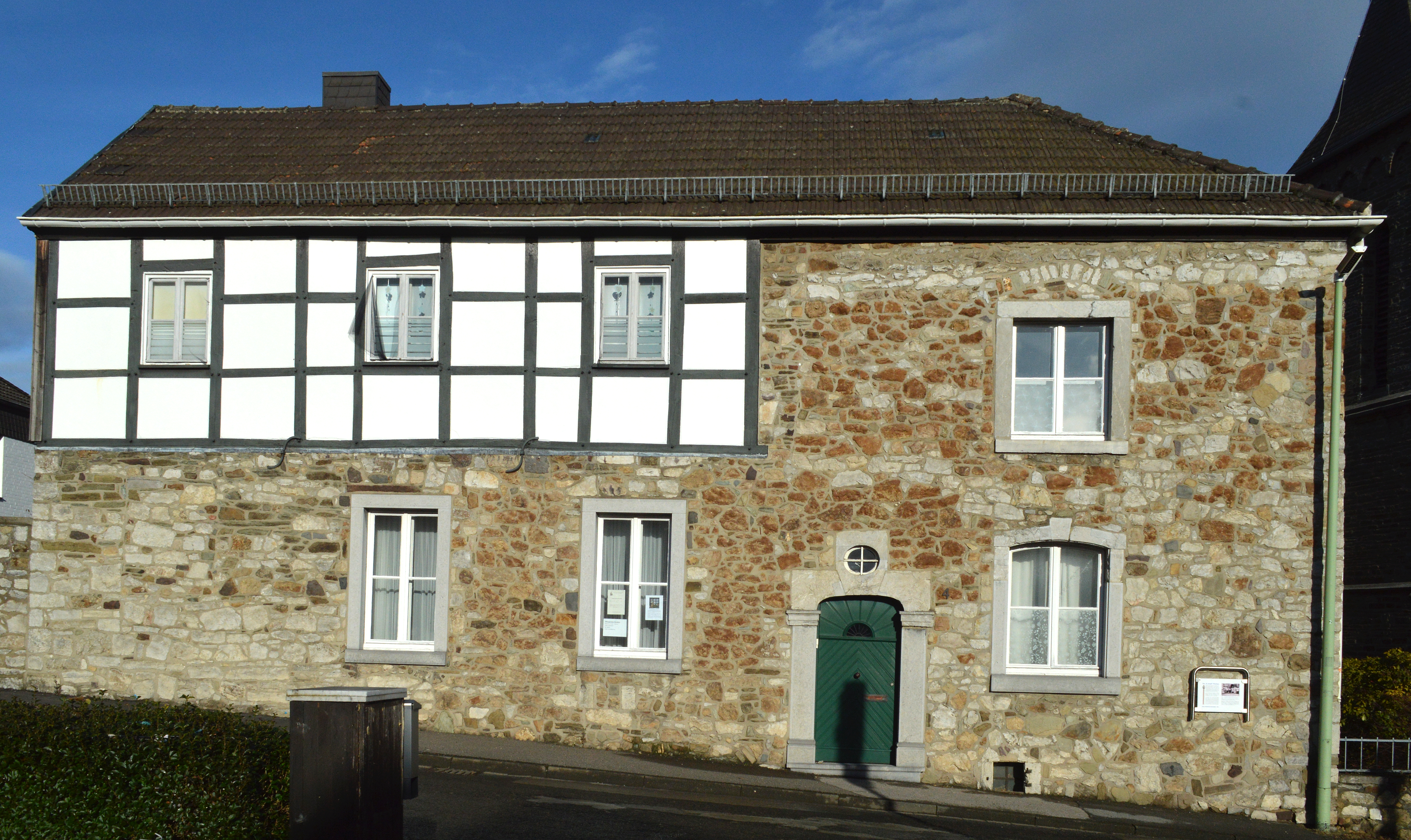
Front des Pfarrhauses im Jahr 2020

Das St. Joseph Pfarrhaus im Stolberger Stadtteil Schevenhütte in der Städteregion Aachen ist ein historisches Pfarrgebäude aus dem 18. Jahrhundert, das ursprünglich als Dienstwohnung für den Pfarrer von Schevenhütte genutzt wurde und heute als normales Wohngebäude dient. Angrenzend an die heutige Pfarrkirche St. Josef und dem später errichteten Pfarrgarten, liegt es an der Daenstraße 4. Es ist unter der Denkmalnummer 376/12/03/4/431 seit dem 20. Januar 1986 eingetragenes Baudenkmal der Kupferstadt Stolberg.

## Geschichte

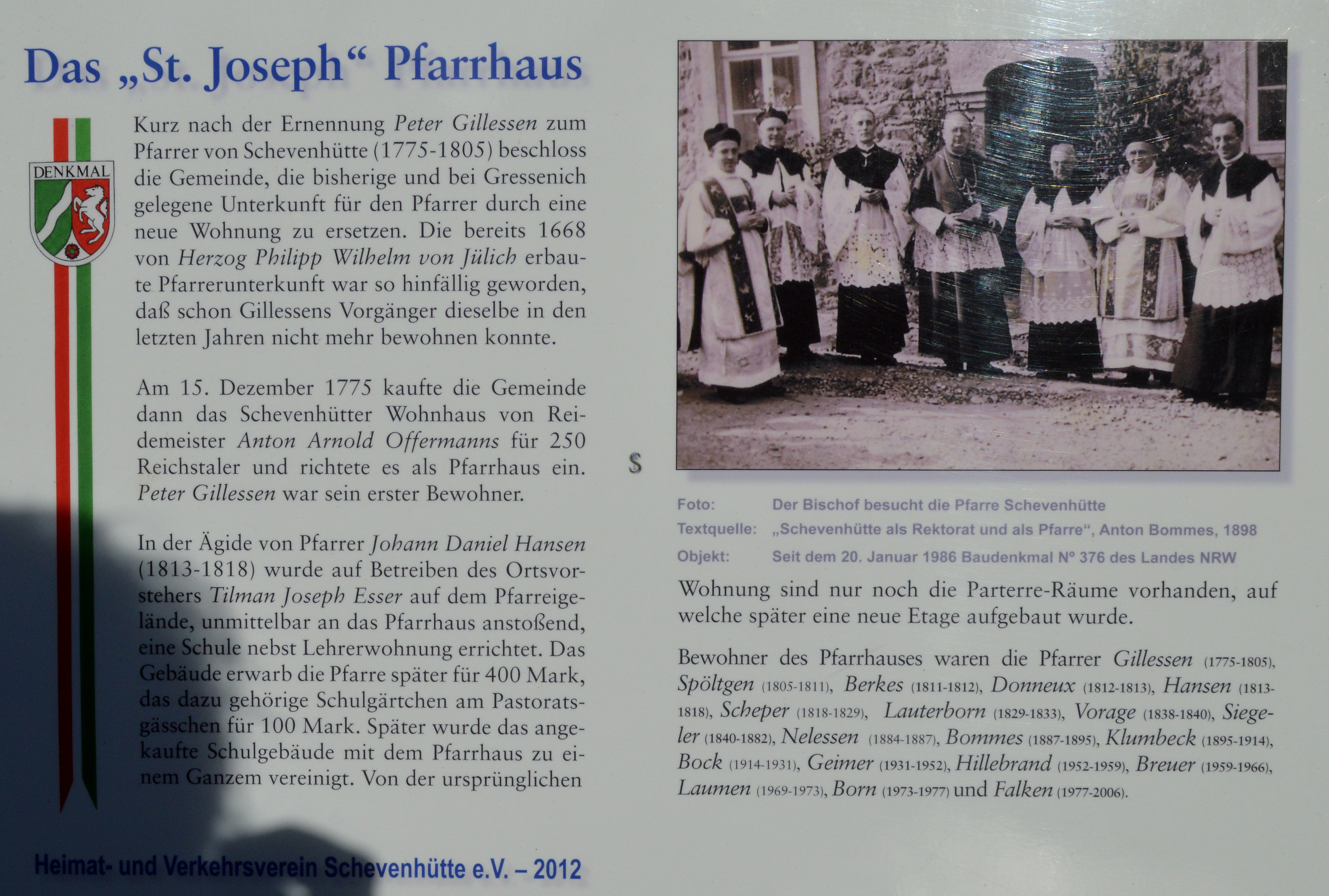
Angebrachtes Hinweisschild am Pfarrhaus

Am 6. Dezember 1699 wurde Schevenhütte von dem Kölner Erzbischof Joseph Clemens zur Pfarre erhoben. Zu dieser Zeit wurden die – damals noch separaten Ortschaften Joaswerk, Bend und Schevenhütte – aus dem Pfarrbezirk Lendersdorf herausgelöst und der heutigen Pfarrei St. Josef zugeteilt. Zum Zwecke des Selbsterhalts der Pfarrgemeinde wurde der Gemeinde eine Waldfläche zwischen Gressenich und Schevenhütte zugesprochen, die daraufhin in Wiesenflächen umgewandelt wurde. Dort wurde 1668 auf Veranlassung von Herzog Philipp Wilhelm von Jülich eine kleine Dienstwohnung erbaut, die jedoch mit der Zeit verfiel. Die Gemeinde beschloss daraufhin, die bisherige marode Pfarrerunterkunft bei Gressenich zu ersetzen.
Am 15. Dezember 1775 kaufte die Gemeinde von Reidemeister Anton Arnold Offermanns ein Wohnhaus für 250 Reichstaler, um es als Pfarrhaus zu nutzen, wobei Pfarrer Peter Gillessen dessen erster Bewohner wurde. Während Johann Daniel Hansen von 1813 bis 1818 als Pfarrer in Schevenhütte tätig war, wurden bedeutende Erweiterungen vorgenommen. Durch die Initiative des Reidemeisters Tilman Joseph Essers (1782–1855) entstand auf dem Pfarrgelände neben dem Pfarrhaus eine Schule mit Lehrerwohnung, die später von der Pfarrei für 400 Mark und mit dem angrenzenden Schulgärtchen für 100 Mark erworben wurden. Schließlich integrierte die Pfarrgemeinde das Schulgebäude in das Pfarrhaus, wodurch beide Trakte zu einer Einheit verschmolzen.
Während den Kämpfen in und um Schevenhütte wurde das Pfarrhaus schwer beschädigt. Nachdem in den frühen Nachkriegsjahren der Abriss und Neubau des Pfarrhauses im Raum stand und bereits detaillierte Pläne durch einen Architekten im Jahr 1946 erstellt wurden, entschloss man sich für den Wiederaufbau des Bestehenden. Die Arbeiten fanden in den Jahren 1946 und 1947 statt und führten zu einer Gangbarmachung des Hauses, wobei ein Teil des Hauses im Rohbauzustand blieb und der andere Teil instand gesetzt wurden.
Erst mit der Neubesetzung der Pfarrstelle beantragte der Kirchenvorstand in seiner Sitzung vom 21. Juli 1953 eine umfassende Renovierung des Pfarrhauses nach den Plänen des Architekten Tappert und stellte dafür beim bischöflichen Generalvikariat zu Aachen einen Antrag auf Förderung. In seinem Schreiben vom 02. März 1954 berichtet Pfr. Hillebrand, dass die Arbeiten nahezu abgeschlossen waren und dieser bereits am 17. Dezember 1953 in seine Dienstwohnung einziehen konnte. Er berichtete ferner, dass die Umbauarbeiten deutlich umfangreicher ausgefallen waren als vorher angenommen. Dies wurde unter anderem dadurch angeführt, dass der linke Gebäudeflügel, von der Daensstraße aus gesehen, bei den Arbeiten in den 1940er Jahren gar nicht bedacht worden war. Dadurch war es zu Fäulnis der Decke zwischen der 1. Etage und dem Erdgeschosse gekommen, welche daraufhin komplett neu eingezogen wurde. Im Hauptgebäude (rechte Seite) waren bei den Arbeiten Zwischenwände eingebrochen, welche wesentlich dünner wieder aufgebaut wurden.
Eine weitere Renovierung größeren Umfangs wurde durch den Kirchenvorstand nach den Plänen des Architekten Wilberts am 18. September 1959 beschlossen. Die Arbeiten umfassten den Einbau einer Ölheizung, eine Änderung des heutigen Personal-WC und der Schaffung des WC in der 1. Etage, einem kompletten Neuanstrich aller Räume, Einbau von Doppelfenstern zur Straßenseite hin, dem Verlegen von Dielen auf dem Dachstuhl und dem Einreißen der ehemaligen Hausmauer in der 1. Etage zur Schaffung eines großen Raumes. Dabei wurden auch verschiedene Durchbrüche geplant und durchgeführt. Die Hauptkosten für das Vorhaben trug auf Antrag des Kirchenvorstands das Bistum Aachen (ca. 98,75 %) mit einem kleinen Zuschuss durch die örtliche Kirchenkasse.
Mit Herbert Falkens Auszug im Jahre 2006 endete die reine Phase als Nutzung als Dienstwohnung für den Ortspfarrer. Aufgrund des Priestermangels und Umstrukturierungen in der Kirche, wurde das Haus an Privatpersonen vermietet. Mit Beginn des Jahres 2024 wurde das Haus erneut einer Nutzungsänderung unterzogen und dient nun dem Pfadfinderstamm DPSG - Stamm Wehebachthaler als Pfadfinderhaus. Dabei wird es weiterhin von und für die Gemeinde als Gesellschaftshaus genutzt.

## Nutzung durch die Pfarrgemeinde
Der linke Teil des Untergeschosses wird heute noch durch die Gemeinde als Pfarramtsbüro genutzt. Dieser Teil besteht aus einem Besprechungsraum, einem großzügigen Büroraum, einem Druckerraum und einer kleinen Personaltoilette, wobei die beiden letztgenannten Räume erst mit dem Anbau realisiert wurden.
Das Pfarrbüro ist baulich komplett von der Wohnfläche getrennt und teilt sich nur einen Teil des Eingangsbereichs. Das ehemalige im Haus untergebrachte Pfarrheim selbst wurde infolge der Umstrukturierungen in das 1982 fertiggestellte Nachbargebäude Daenstraße 6 verlegt.

## Bewohner des Pfarrhauses
Über die lange Stand- und Nutzungszeit des Pfarrhauses hat eine Vielzahl von katholischen Priestern in diesem Haus gelebt.
| Name                                | Zeit als Pfarrer von Schevenhütte                                                  |
| ----------------------------------- | ---------------------------------------------------------------------------------- |
| Peter Gillessen                     | 1775–1805                                                                          |
| Johann Franz Spöltgen               | 1805–1811                                                                          |
| Balthasar Berkes von Breinig        | 1811–1812                                                                          |
| Johann Gerhard Donneux von Montjoie | 1812–1813                                                                          |
| Johannes Daniel Hansen              | 1813–1829                                                                          |
| Johann Adam Lauterborn              | 1829–1833                                                                          |
| Johannes Josef Vorage               | 1833–1840                                                                          |
| Theodor Joseph Siegeler             | 1840–1882                                                                          |
| Josef Nellessen                     | 1884–1887                                                                          |
| Johannes Anton Bommes               | 1887–1895                                                                          |
| Wilhelm Ludwig Klumbeck             | 1895–1914                                                                          |
| Josef Bock                          | 1915–1931                                                                          |
| Robert Geimer                       | 1931–1952                                                                          |
| Wilhelm Hillebrand                  | 1952–1959                                                                          |
| Leopold Breuer                      | 1959–1966                                                                          |
| Leonhard Kehren                     | 1966–1969                                                                          |
| Richard Laumen                      | 1969–1973                                                                          |
| Paul Born                           | 1973–1977                                                                          |
| Herbert Falken                      | 1977–1989/2006 (bewohnte das Pfarrhaus auch nach seiner Tätigkeit als Ortspfarrer) |